# Языково-Пятинское сельское поселение
Языково-Пятинское се́льское поселе́ние — упразднённое муниципальное образование в Инсарском районе Мордовии Российской Федерации.
Административный центр — село Языкова Пятина.

## История
Статус и границы сельского поселения установлены Законом Республики Мордовия от 28 декабря 2004 года № 119-З «Об установлении границ муниципальных образований Инсарского муниципального района, Инсарского муниципального района и наделении их статусом сельского поселения, городского поселения и муниципального района».
Упразднено в 2019 году с включением всех населённых пунктов в Сиалеевско-Пятинское сельское поселение (сельсовет).

## Население
| 2002 | 2010 | 2012 | 2013 | 2014 | 2015 | 2016 |
| ---- | ---- | ---- | ---- | ---- | ---- | ---- |
| 365  | ↘321 | ↘307 | ↘296 | ↘276 | ↘270 | ↘253 |
| 2017 | 2018 | 2019 |      |      |      |      |
| ↘247 | ↘238 | ↘229 |      |      |      |      |

## Состав сельского поселения
| № | Населённый пункт | Тип населённого пункта | Население |
| - | ---------------- | ---------------------- | --------- |
| 1 | Семёновка        | деревня                | ↘40       |
| 2 | Языкова Пятина   | село                   | ↘281      |